# Данијеле да Волтера
Данијеле да Волтера (итал. Daniele da Volterra,  (рођен 1509. у Волтери, Тоскана Италија – умро 4. априла 1566. у Риму) био је италијански сликар и вајар маниризма познат по својим идеализованим фигурама за које се инспирисао у дјелу Микеланђела.
Вјерује се да је Волтера учио сликарство у Сијени код мајстора Ил Содоме. Његова фреска Правда, коју је насликао за палату Приори око 1530. године, указује на утицај Содоме. Негдје око 1535. године, преселио се у Рим, гдје је радио на декорацији виле за кардинала Агостина Тривуција која се налази изван града. Могуће је да је провео неко вријеме као ученик архитекте виле Балдазареа Перуција, будући да нека његова каснија дјела имитирају Перуцијев стил.
У Риму је постао ученик и близак пријатељ Микеланђела. Његов утицај је очигледан у претјераној мишићавости и снажним линеарним ритмовима ликова у Волтерином фреско-фризу за палату Масими из 1541. године, гдје је приказана прича о Фабију Максиму. 